# Адміністративний устрій Дніпропетровської області
Дніпропетровська область України поділяється на 7 районів та 86 територіальних громад.

## Поділ дореформи (2015-2020)
| № п/п                    | Адміністративно-територіальна одиниця | Площа (км²) | Населення (1 лютого 2008) | Центр             | Кількість   | Кількість           | Кількість | Кількість | Кількість    | Кількість     | Склад      |
| № п/п                    | Адміністративно-територіальна одиниця | Площа (км²) | Населення (1 лютого 2008) | Центр             | Міст всього | Селищ міського типу | Селищ     | Сіл       | Селищних рад | Сільських рад | Склад      |
| Райони                   | Райони                                | Райони      | Райони                    | Райони            | Райони      | Райони              | Райони    | Райони    | Райони       | Райони        | Райони     |
| ------------------------ | ------------------------------------- | ----------- | ------------------------- | ----------------- | ----------- | ------------------- | --------- | --------- | ------------ | ------------- | ---------- |
| 1                        | Апостолівський                        | 1 381       | 58 722                    | Апостолове        | 2           | —                   | 6         | 31        | —            | 10            | докладніше |
| 2                        | Васильківський                        | 1 330       | 34 648                    | Васильківка       | —           | 3                   | 2         | 78        | 3            | 10            | докладніше |
| 3                        | Верхньодніпровський                   | 1 286       | 54 485                    | Верхньодніпровськ | 2           | 2                   | 1         | 64        | 2            | 11            | докладніше |
| 4                        | Дніпропетровський                     | 1 388       | 81 528                    | Дніпро            | 1           | 2                   | 6         | 34        | 2            | 14            | докладніше |
| 5                        | Криворізький                          | 1 347       | 44 023                    | Кривий Ріг        | —           | 2                   | 6         | 81        | 2            | 17            | докладніше |
| 6                        | Криничанський                         | 1 684       | 37 294                    | Кринички          | —           | 3                   | 6         | 104       | 3            | 18            | докладніше |
| 7                        | Магдалинівський                       | 1 599       | 35 567                    | Магдалинівка      | —           | 1                   | 1         | 57        | 1            | 21            | докладніше |
| 8                        | Межівський                            | 1 244       | 25 806                    | Межова            | —           | 2                   | —         | 50        | 2            | 9             | докладніше |
| 9                        | Нікопольський                         | 1 943       | 42 905                    | Нікополь          | —           | 1                   | 4         | 63        | 1            | 15            | докладніше |
| 10                       | Новомосковський                       | 1 997       | 74 342                    | Новомосковськ     | 1           | 4                   | 4         | 49        | 4            | 14            | докладніше |
| 11                       | Павлоградський                        | 1 451       | 29 762                    | Павлоград         | —           | —                   | 2         | 37        | —            | 13            | докладніше |
| 12                       | Петриківський                         | 928         | 25 389                    | Петриківка        | —           | 3                   | —         | 17        | 3            | 6             | докладніше |
| 13                       | Петропавлівський                      | 1 248       | 30 391                    | Петропавлівка     | —           | 2                   | 2         | 47        | 1            | 12            | докладніше |
| 14                       | Покровський                           | 1 216       | 37 928                    | Покровське        | —           | 2                   | —         | 69        | 2            | 9             | докладніше |
| 15                       | П'ятихатський                         | 1 683       | 47 730                    | П'ятихатки        | 1           | 2                   | 5         | 80        | 2            | 16            | докладніше |
| 16                       | Синельниківський                      | 1 648       | 39 446                    | Синельникове      | —           | 4                   | 5         | 112       | 3            | 20            | докладніше |
| 17                       | Солонянський                          | 1 738       | 39 857                    | Солоне            | —           | 2                   | 4         | 101       | 2            | 18            | докладніше |
| 18                       | Софіївський                           | 1 364       | 24 487                    | Софіївка          | —           | 1                   | 3         | 77        | 1            | 11            | докладніше |
| 19                       | Томаківський                          | 1 191       | 27 327                    | Томаківка         | —           | 1                   | 4         | 50        | 1            | 12            | докладніше |
| 20                       | Царичанський                          | 903         | 28 311                    | Царичанка         | —           | 1                   | 1         | 47        | 1            | 12            | докладніше |
| 21                       | Широківський                          | 1 239       | 28 700                    | Широке            | —           | 2                   | —         | 66        | 2            | 9             | докладніше |
| 22                       | Юр'ївський                            | 902         | 14 250                    | Юр'ївка           | —           | 1                   | 1         | 51        | 1            | 11            | докладніше |
| Міста обласного значення |                                       |             |                           |                   |             |                     |           |           |              |               |            |
| 1                        | Вільногірськ                          | 10          | 23 743                    | Вільногірськ      | 1           | —                   | —         | —         | —            | —             |            |
| 2                        | Кам'янське (міськрада)                | 150         | 252 548                   | Кам'янське        | 1           | 1                   | 1         | —         | 1            | —             | докладніше |
| 3                        | Дніпро (міськрада)                    | 397         | 1 030 705                 | Дніпро            | 1           | 1                   | —         | —         | —            | —             | докладніше |
| 4                        | Жовті Води (міськрада)                | 34          | 50 011                    | Жовті Води        | 1           | —                   | —         | 1         | —            | —             |            |
| 5                        | Кривий Ріг (міськрада)                | 422         | 683 998                   | Кривий Ріг        | 1           | —                   | 4         | 2         | —            | —             | докладніше |
| 6                        | Марганець (міськрада)                 | 36          | 49 774                    | Марганець         | 1           | 1                   | 1         | —         | —            | —             |            |
| 7                        | Нікополь                              | 50          | 127 393                   | Нікополь          | 1           | —                   | —         | —         | —            | —             |            |
| 8                        | Новомосковськ                         | 36          | 69 470                    | Новомосковськ     | 1           | —                   | —         | —         | —            | —             |            |
| 9                        | Покров (міськрада)                    | 26          | 44 043                    | Покров            | 1           | 2                   | —         | —         | —            | —             |            |
| 10                       | Павлоград                             | 59          | 111 085                   | Павлоград         | 1           | —                   | —         | —         | —            | —             |            |
| 11                       | Першотравенськ (міськрада)            | 3           | 29 025                    | Першотравенськ    | 1           | —                   | —         | —         | —            | —             |            |
| 12                       | Синельникове                          | 23          | 31 408                    | Синельникове      | 1           | —                   | —         | —         | —            | —             |            |
| 13                       | Тернівка (міськрада)                  | 18          | 29 126                    | Тернівка          | 1           | —                   | —         | 1         | —            | —             |            |
|                          | Разом                                 | 31 974      | 3 395 227                 | Дніпро            | 20          | 46                  | 69        | 1369      | 40           | 288           |            |

## Історія
Дніпропетровська область утворена 1932 року. На лютий 1932 року в області було 50 районів й 4 міста.
Райони області в 1932—1991 роках:
- Андріївський район — с. Андріївка — утворений 1937 року — 10 січня 1939 року переданий до складу Запорізької області
- Апостолівський район (с. Покровське (залізничне поселення Апостолове)) — перейменований 1937 року на Косіорівський район; 1938 року назву району відновлено
- Бердянський район (м. Бердянськ) — 10 січня 1939 року переданий до складу Запорізької області
- Божедарівський район (с. Божедарівка) — 30 грудня 1939 року перейменований на Щорський район
- Велико-Білозерський район (с. Велика Білозерка) — 10 січня 1939 року переданий до складу Запорізької області
- Велико-Лепетиський район — (с. Велика Лепетиха) — 22 вересня 1937 року увійшов до складу Миколаївської області
- Велико-Токмацький район  — сел. Великий Токмак — 10 січня 1939 року переданий до складу Запорізької області
- Велико-Янисольський національний грецький район — с. Великий Янисоль[3] — 17 липня 1932 переданий до складу Донецької області
- Василівський район — с. Васил'ївка — 10 січня 1939 року переданий до складу Запорізької області
- Васильківський район — с. Васильківка
- Верхньо-Дніпровський район — рп. Верхньо-Дніпровськ, скасований у грудні 1962 року, поновлений 4 січня 1965 року
- Веселівський район — с. Веселе — утворений 1937 року — 10 січня 1939 року переданий до складу Запорізької області
- Волноваський район — поселення Волноваха — 17 липня 1932 переданий до складу Донецької області
- Високопільський національний німецький район — с. Високопілля[4] — перейменовано на Фріц-Геккертівський район ; 22 вересня 1937 року увійшов до складу Миколаївської області (нині Херсонська область)
- Генічеський район — рп. Генічеськ — 10 січня 1939 року переданий до складу Запорізької області
- Гуляй-Польський район — с. Гуляй-Поле — утворений 1937 року — 10 січня 1939 року переданий до складу Запорізької області
- Дніпропетровський район — м. Дніпропетровськ — утворений 1937 року, скасований 1959 року[5], поновлений 4 січня 1965 року
- Долинський район — залізничне поселення Долинське — 22 вересня 1937 року увійшов до складу Миколаївської області
- Іванівський район — с. Іванівка — утворений 1937 року; 10 січня 1939 року переданий до складу Запорізької області
- Казанківський район — с. Казанка — утворений 1937 року; 22 вересня 1937 року увійшов до складу Миколаївської області
- Кам'янський національний російський район — с. Кам'янка-Дніпровська[6] — 10 січня 1939 року переданий до складу Запорізької області
- Коларівский національний болгарський район — с. Романівка (Коларівка)[7] — 10 січня 1939 року переданий до складу Запорізької області
- Косіорівський район — селище міського типу Косіорове — перейменований з Апостолівського району у 1937 році; 1938 року перейменовано на Апостолівський район
- Котовський район — с. Котовка — утворений 1937 року, скасований 1958 року[8]
- Криворізький район — м. Кривий Ріг — утворений 1939 року, скасований 1959 року[9], поновлений 4 січня 1965 року
- Криничанський район — с. Кринички — відновлений у лютому 1939 року[10]
- Лихівський район — с. Лихівка — скасований 1933 року; відновлений 25 березня 1946 року[11], скасований 30.09.1958 року[8]
- Люксембурзький національний німецький район — с. Люксембург-Український[12]; 10 січня 1939 року переданий до складу Запорізької області
- Магдалинівський район — с. Магдалинівка, скасований у грудні 1962 року, поновлений 4 січня 1965 року
- Межівський район — залізничне поселення Межова, скасований у грудні 1962 року, поновлений 4 січня 1965 року
- Мелітопольський район — м. Мелітополь — 10 січня 1939 року переданий до складу Запорізької області
- Михайлівський район — с. Михайлівка — 10 січня 1939 року переданий до складу Запорізької області
- Молочанський національний німецький район — с. Молочанське[13] — 10 січня 1939 року переданий до складу Запорізької області
- Нікопольський район — м. Нікополь — перетворений на місто Нікополь 1937 року, Чкалівський район з центром у с. Чкалове перейменований на Нікопольський район 25 березня 1946 року
- Нижньо-Сірогозький район — с. Нижні Сірогози — 10 січня 1939 року переданий до складу Запорізької області
- Ново-Василівський район — с. Ново-Василівка[14] — 10 січня 1939 року переданий до складу Запорізької області
- Новгородківський район — с. Новгородка — утворений 1937 року; 22 вересня 1937 року увійшов до складу Миколаївської області
- Ново-Златопольський національний єврейський район — с. Ново-Златопіль[15] — 10 січня 1939 року переданий до складу Запорізької області
- Ново-Московський район — м. Ново-Московськ
- Ново-Миколаївський район — с. Ново-Миколаївка — 10 січня 1939 року переданий до складу Запорізької області
- Новопокровський район — с. Новопокровка — утворений 25 березня 1946 року[11], скасований у грудні 1962 року
- Ново-Празький район — с. Нова Прага — 22 вересня 1937 року увійшов до складу Миколаївської області
- Ново-Троїцький район — с. Ново-Троїцьке — 22 вересня 1937 року увійшов до складу Миколаївської області
- Олексанрійський район (м. Олександрія) — 22 вересня 1937 року увійшов до складу Миколаївської області
- Оріхівський район — поселення Оріхів — 10 січня 1939 року переданий до складу Запорізької області
- Павлоградський район — м. Павлоград
- Перещепинський район — с. Перещепине — утворений 1937 року, скасований у грудні 1962 року
- Петриківський район — с. Петриківка, скасований у грудні 1962 року, відновлений 13 грудня 1991 року
- Петрівський район — с. Петрове — утворений 1937 року; 22 вересня 1937 року увійшов до складу Миколаївської області
- Петропавлівський район — с. Петропавлівка — утворений 1937 року
- Покровський район — с. Покровське, скасований у грудні 1962 року, поновлений 4 січня 1965 року
- Пологівський район — м. Пологи — перейменований 1938 року з Чубарівського району — 10 січня 1939 року переданий до складу Запорізької області
- Приазовський район — с. Приазовське — утворений 1937 року — 10 січня 1939 року переданий до складу Запорізької області
- П'ятихатський район — залізничне поселення П'ятихатки
- Ротфронтівський національний німецький район — с. Ротфронт (Вальдгейм)[16] — утворений 1937 року; 10 січня 1939 року переданий до складу Запорізької області
- Сиваський район — с. Сиваське[17] — утворений 1937 року; 10 січня 1939 року переданий до складу Запорізької області (з 30.03.1944 у Херсонській обл.)
- Синельниківський район — рп. Синельникове — район перейменовано на імені Хатаєвича на початку 1936 року[18]
- Солонянський район — с. Солоне
- Софіївський район — с. Софіївка
- Сталіндорфський національний єврейський район — с. Сталіндорф — 15 серпня 1944 року перейменований на Сталінський район (Сталінське), 16 березня 1945 р. перейменований на Лошкарівський район (с. Лошкарівка), скасований 1959 року[5]
- Старо-Каранський район — с. Стара Карань — 17 липня 1932 переданий до складу Донецької області
- Старо-Керменчицький район — с. Старий Керменчик[19] — 17 липня 1932 переданий до складу Донецької області
- Старо-Микільський район — с. Старо-Микільска (Нікольське) — 17 липня 1932 переданий до складу Донецької області
- Терпіннівський національний російський район — с. Терпіння[20] — скасований 1933 року
- Томаківський район — с. Томаківка, скасований у грудні 1962 року, поновлений 4 січня 1965 року
- Царичанський район — м. Царичанка
- Царекостянтинівський район — с. Царе-Костянтинівка (Куйбишеве) — перейменований 1937 року на Куйбишевський район
- Чернігівський район — с. Чернігівка — утворений 1937 року; 10 січня 1939 року переданий до складу Запорізької області
- Червоноармійський район — с. Червоноармійське — утворений 1937 року; 10 січня 1939 року переданий до складу Запорізької області
- Чкаловський район — с. Чкалове — утворений у лютому 1939 року[10], перейменований на Нікопольський район 25 березня 1946 року
- Чубарівський район — с. Чубарівка[21] — 1938 року перейменований на Пологівський район
- Широківський район — с. Широке — утворений 1937 року, скасований у грудні 1962 року, поновлений 4 січня 1965 року
- Щорський район (смт Щорськ) — 30 грудня 1939 року перейменований з Божедарівського району, скасований у грудні 1962 року
- Юр'ївський район — с. Юр'ївка — ?, скасований 1959 року[5], відновлений 24 червня[22], затверджений 5 липня 1991 року[23]
- Якимівський район (с. Якимівка) — 10 січня 1939 року переданий до складу Запорізької області

У 1962 р. після укрупнення сільських районів залишилось 12 районів (тобто скасовувались 10 районів; див. вище). У 1965 р. деякі з них були відновлені до 20.
Міста:

1938 року надано статус міста 9 населеним пунктам:
- Дніпро
- Запоріжжя — 10 січня 1939 року передане до складу Запорізької області
- Кам'янське
- Кривий Ріг
- Нікополь — місто обласного підпорядкування з 1937 року
- Павлоград — місто обласного підпорядкування з вересня 1939 року
- Марганець — місто обласного підпорядкування з лютого 1940 року
- Новомосковськ — місто обласного підпорядкування з лютого 1940 року
- Жовті Води — місто обласного підпорядкування з 23 травня 1957 року
- Верхньодніпровськ — місто обласного підпорядкування з 30 грудня 1962 року, зняте з обласного підпорядкування 4 січня 1965 року
- Синельникове — місто обласного підпорядкування з 30 грудня 1962 року, зняте з обласного підпорядкування 4 січня 1965 року, поновлено в обласному підпорядкуванні 1979 року
- Покров — місто обласного підпорядкування з 4 січня 1965 року
- Першотравенськ — місто обласного підпорядкування з 8 серпня 1989 року
- Вільногірськ — місто обласного підпорядкування з 28 березня 1990 року
- Тернівка — місто обласного підпорядкування з 2 серпня 1990 року